# CD70
CD70 (англ. CD70 molecule) – білок, який кодується однойменним геном, розташованим у людей на короткому плечі 19-ї хромосоми. Довжина поліпептидного ланцюга білка становить 193 амінокислот, а молекулярна маса — 21 118.
| 10         |  | 20         |  | 30         |  | 40         |  | 50         |
| ---------- |  | ---------- |  | ---------- |  | ---------- |  | ---------- |
| MPEEGSGCSV |  | RRRPYGCVLR |  | AALVPLVAGL |  | VICLVVCIQR |  | FAQAQQQLPL |
| ESLGWDVAEL |  | QLNHTGPQQD |  | PRLYWQGGPA |  | LGRSFLHGPE |  | LDKGQLRIHR |
| DGIYMVHIQV |  | TLAICSSTTA |  | SRHHPTTLAV |  | GICSPASRSI |  | SLLRLSFHQG |
| CTIASQRLTP |  | LARGDTLCTN |  | LTGTLLPSRN |  | TDETFFGVQW |  | VRP        |

A: Аланін

C: Цистеїн

D: Аспарагінова кислота

E: Глутамінова кислота

F: Фенілаланін

G: Гліцин

H: Гістидин

I: Ізолейцин

K: Лізин

L: Лейцин

M: Метіонін

N: Аспарагін

P: Пролін

Q: Глутамін

R: Аргінін

S: Серин

T: Треонін

V: Валін

W: Триптофан

Кодований геном білок за функцією належить до цитокінів. 
Задіяний у такому біологічному процесі, як альтернативний сплайсинг. 
Локалізований у мембрані.